# Vela nos Jogos Pan-Americanos de 1967
As competições de vela nos Jogos Pan-Americanos de 1967 foram realizadas em Winnipeg, Canadá. Esta foi a quarta edição do esporte nos Jogos Pan-Americanos.

## Medalhistas
| Evento                   | Ouro                    | Prata                             | Bronze                 |
| ------------------------ | ----------------------- | --------------------------------- | ---------------------- |
| Finn detalhes            | Joerg Bruder BRA Brasil | Carl van Duyne USA Estados Unidos | John Clarke CAN Canadá |
| Lightning detalhes       | USA Estados Unidos      | BRA Brasil                        | ARG Argentina          |
| Snipe detalhes           | BRA Brasil              | USA Estados Unidos                | BER Bermudas           |
| Flying Dutchman detalhes | USA Estados Unidos      | BRA Brasil                        | CAN Canadá             |

## Quadro de medalhas
| Ordem | País               | Medalha de ouro | Medalha de prata | Medalha de bronze |    |
| ----- | ------------------ | --------------- | ---------------- | ----------------- | -- |
| 1     | BRA Brasil         | 2               | 2                |                   | 4  |
| 2     | USA Estados Unidos | 2               | 2                |                   | 4  |
|       | CAN Canadá         |                 |                  | 2                 | 2  |
| 4     | ARG Argentina      |                 |                  | 1                 | 1  |
|       | BER Bermudas       |                 |                  | 1                 | 1  |
| TOTAL | TOTAL              | 4               | 4                | 4                 | 12 |

## Ligação externa
- Jogos Pan-Americanos de 1967